# André Allard
André Allard (ur. 16 lutego 1977) – francuski judoka. Startował w Pucharze Świata w latach 1997 i 2000-2003. Złoty medalista mistrzostw Europy w drużynie w 2000. Wicemistrz Francji w 1999 i 2001 roku.